# خوان أندريس راميريز
خوان أندريس راميريز (بالإسبانية: Juan Andrés Ramírez Turell) هو محامي وسياسي أوروغواني، ولد في 11 أكتوبر 1947 في مونتفيدو في الأوروغواي. حزبياً، نشط في الحزب الوطني (الأوروغواي). وقد انتخب وزارة الداخلية.